# إمارة بايرويت
إمارة بايرويت (بالألمانية: Fürstentum Bayreuth) أو مرغريفية براندنبورغ بايرويت (Markgraftum Brandenburg-Bayreuth) إمارة في الإمبراطورية الرومانية المقدسة مركزها مدينة بايرويت البافارية. حتى عام 1604 كانت عاصمتها مدينة كولمباخ. ثم استخدم المرغريفات قصورهم في مدينة بايرويت إقامة لهم. وحتى نهاية الإمبراطورية سنة 1806، كانت المرغريفية تسمى إمارة كولمباخ(بالألمانية: Fürstentum Kulmbach) أو مرغريفية براندنبورغ كولمباخ (Markgraftum Brandenburg-Kulmbach). استخدام اسم «إمارة بايرويت» غير الصحيح كان في الكتابة غير الرسمية والمنشورات. حكامها أمراء آل هوهنتسولرن كانو يعرفون بالمرغريفات حيث أن الإمارة كانت مرغريفية.